# Jaime Fuentes
Jaime Rafael Fuentes Martín (ur. 2 marca 1945 w Montevideo) – urugwajski duchowny rzymskokatolicki, w latach 2010–2020 biskup Minas. Jest też numerariuszem Opus Dei.

## Życiorys
Jako świecki skończył dziennikarstwo na Uniwersytecie Nawarry w Pampelunie w 1967.
5 sierpnia 1973 został wyświęcony na kapłana Opus Dei. W tym samym roku obronił doktorat z teologii, pisząc pracę na temat: „Kościół i jego reforma według św. Katarzyny ze Sieny”. Był m.in. członkiem komisji ds. doktryny wiary archidiecezji Montevideo i Konferencji Episkopatu Urugwaju, a także wykładowcą na Wydziale Teologicznym Mons. Mariano Soler.
16 października 2010 został mianowany biskupem Minas. Sakrę otrzymał 28 listopada 2010.
2 marca 2020 przeszedł na emeryturę.